# توماس زاژاک
توماس زاژاک (انگلیسی: Thomas Zajac؛ زادهٔ ۲۲ سپتامبر ۱۹۸۵) ورزشکار اهل اتریش است.
وی در مسابقات کشوری و بین‌المللی در مجموع برندهٔ ۱ مدال نقره، ۱ مدال برنز شده‌است.